# Hidroformagem
Hydroformagem  (ou hidromoldagem) é uma maneira de baixo custo de moldar metais maleáveis como alumínio ou bronze em peças estruturalmente rígidas e fortes. Uma das maiores aplicações de hidroformação é a indústria automobilística, que faz uso da hidroformação para produzir estruturas mais fortes e resistentes para os veículos. Esta técnica é particularmente popular, e também é freqüentemente empregada na formação de tubos de alumínio para quadros de bicicletas.
Hidroformagem é um tipo especializado de fabricação que usa uma alta pressão hidráulica para pressionar materiais em temperatura em um molde. Para hidroformagem de um veículo ferroviário, um tubo oco de alumínio é colocado dentro de um molde negativo que tem a forma de o resultado final desejado. Bombas de alta pressão hidráulica então injetam um  fluido em alta pressão no interior do alumínio, que faz com que expanda até que ele corresponda o molde. O alumínio hidroformado é então removido do molde.
A hidroformagem permite formas complexas com concavidade, que seriam difíceis ou impossíveis com estamparia padrão. Partes hidroformadas muitas vezes podem ser feitas com uma maior relação rigidez-peso e com um custo unitário menor do que as tradicionais peças estampadas e soldadas. Praticamente todos os metais que podem ser trabalhados a frio podem ser hidroformados, incluindo alumínio, latão, aço inoxidável, cobre e ligas de alta resistência.
Este processo é baseado sobre a patente de hidramoldagem por Fred Leuthesser, Jr. e John Fox da Companhia Schaible de Cincinnati, OH em 1950. Foi originalmente usado na produção de torneiras de cozinha. Isso foi feito porque, além do fortalecimento do metal, este processo não desgasta o material, permitindo a fácil acabamento de metais.
Uma vantagem na hidroformação é a economia de ferramentas. Para chapas as únicas pecas necessárias são a punção e o molde . A bexiga de hidramoldagem em si atua como o contra molde, eliminando a necessidade de fabricar um molde macho correspondente. Isto permite mudanças na espessura do material a ser feito.

## Exemplos
Exemplos notáveis incluem:
- Antenas de satélite até 6 metros de diâmetro, como os utilizados no Allen Telescope Array .[3]
- O tubo de bronze de  varios modelos de saxofones da Yamaha é feito por esse processo.[4]
- O processo tornou-se popular para a fabricação de quadros de alumínio para bicicletas.[5]
- Essa tecnologia se mostrou muito útil na fabricação de pecas para automóveis.[6]

## Referencias
1. ↑  «The Hydroforming Process». Jones Metal Produts. Consultado em 21 de junho de 2011
2. ↑  Patente E.U.A. 2 713 314
3. ↑  
Weinreb, Sander (8–11 de julho de 2003). Low cost microwave ground terminals for space communication (pdf). 5th International symposium on reducing the cost of spacecraft ground systems and operations. Pasadena, CA: NASA. Consultado em 21 de novembro de 2008
4. ↑  «Saxophone factory tour». Yamaha Corporation. Consultado em 21 de novembro de 2008. Arquivado do original em 11 de outubro de 2008
5. ↑  Quincy Liang (10 de julho de 2008). «MIRDC VP Expects Hydroforming to Enable Vehicle Makers to Break the Mold». Taiwan Economic News. Consultado em 5 de dezembro de 2008
6. ↑  
«Use of USLAB technologies by automakers growing rapidly». American Iron and Steel Institute. 2008. Consultado em 5 de dezembro de 2008[ligação inativa]